# Juoluvaaranjärvi
Juoluvaaranjärvi är en sjö i Kiruna kommun i Lappland och ingår i Torneälvens huvudavrinningsområde. Sjön har en area på 0,235 kvadratkilometer och ligger 437,1 meter över havet.

## Delavrinningsområde
Juoluvaaranjärvi ingår i det delavrinningsområde (758356-175265) som SMHI kallar för Ovan Maejoki. Medelhöjden är 417 meter över havet och ytan är 34,92 kvadratkilometer. Det finns ett avrinningsområde uppströms, och räknas det in blir den ackumulerade arean 67,89 kvadratkilometer. Idijoki (Jierijoki) som avvattnar avrinningsområdet har biflödesordning 3, vilket innebär att vattnet flödar genom totalt 3 vattendrag innan det når havet efter 464 kilometer. Avrinningsområdet består mestadels av skog (92 procent). Avrinningsområdet har 0,75 kvadratkilometer vattenytor vilket ger det en sjöprocent på 2,1 procent.